# Могилівці (Брянська область)
Могилівці (рос. Могилевцы) — село в Росії, у Климівському районі Брянської області. Входить до Сачковицького сільського поселення. Населення становить 447 осіб (2010). У селі міститься пам'ятка української архітектури XVIII століття — Миколаївська церква 1761 року.

## Положення
Лежить над струмком Овечка (або Горбач, Чадинка).

## Історія

### У Гетьманщині та Російській імперії
Вперше згадується як село в акті Стравинського 1620 року. Після створення держави Війська Запорозького (України), належало до Топальської сотні Стародубського полку Гетьманщини. У 1665 році гетьман Іван Брюховецький надав власницьку Ропську волость, до якої серед іншого належала слобідка Могилівці, у володіння землевласнику Михайлові Рубцю, право власності на яку було підтверджено в універсалі 1670 року гетьмана Дем'яна Многогрішного. Як зазначав історик Олександр Лазаревський, те, що Могилівці в 1665 році згадувалися вже як слобідка, вказувало на те, що попереднє село було розорене й наново поселене власником Михайлом Рубцем. 1679 року, після того, як син Михайла Рубця Іван був засуджений за підробку документів, гетьман Іван Самойлович відібрав у Рубців волость та приєднав її до гетьманських володінь.
За переписом Малоросії 1723 року, Могилівці були селом Ропської волості, мали 20 козацьких дворів, 27 дворів «ґрунтових» посполитих і 14 хат «бобилів». Після смерті гетьмана Данила Апостола у 1734 році волость перейшла у державне володіння. 1741 року Ропська волость була подарована Іванові Неплюєву, але у серпні 1742 року її було передано від Неплюєва до Олексія Розумовського, від якого волость успадкував його брат і колишній гетьман Кирило Розумовський. Згідно зі статистичним описом Малоросії 1781 року, село належало графові Розумовському, тут налічувалося разом 86 дворів і 113 хат, з них козацьких: 28 дворів, 39 хат; козацьких підсусідських: 4 дворів і 5 хат; селянських: 44 дворів, 52 хати, 3 бездвірних хат; різночинських підсусідських: 10 дворів і 14 хат.
З другої половини XIX століття село належало до Новоропської волості Новозибківського повіту Чернігівської губернії Російської імперії. Станом на 1859 рік Могилівці були державним, козацьким і власницьким селом, у якому налічувалося 161 двір і 983 мешканців (479 чоловіків і 504 жінок), діяла одна православна церква. Село тоді лежало в 1-му стані повіту, на поштовому тракті з Новозибкова в Чернігів. Відстань до Новозибкова становила 28 верст. У 1885 році у селі було 116 дворів і 1088 жителів, православна церква та 4 вітряні млини. За переписом населення Російської імперії 1897 року в селі мешкало 1050 осіб (464 чоловіків та 586 жінок), з них 1040 православних. У 1901 році в селі налічувалося 1204 жителів (641 чоловік і 563 жінок).

### Українська державність у 1917—1919 роках
Після того, як у 1917 році було повалено російське самодержавство, Українська Центральна Рада 10 (23) червня 1917 року у Першому Універсалі проголосила про автономію України у складі Росії. У Тимчасовій інструкції, яку Тимчасовий уряд Росії надіслав Генеральному секретаріатові УЦР, повноваження українського уряду поширювалися серед інших й на Чернігівську губернію, але без Новозибківського повіту. Проте Третім Універсалом Української Центральної Ради від 7 (20) листопада 1917 проголошувалося про створення автономної Української Народної Республіки, до якої серед іншого повністю увійшла Чернігівська губернія. Четвертий Універсал Української Центральної Ради від 9 (22) січня 1918 року проголосив незалежність Української Народної Республіки. Після російської радянської окупації України Стародубщина формально залишалася у складі маріонеткової Радянської України до 1919 року.

### Радянські часи
Згідно з договором про кордон між РСФРР і УСРР у травні 1919 року, Стародубщину було передано до складу РСФРР і приєднано до Гомельської губернії. З 1926 року — у складі Брянської губернії, з 1929 року — Західної області, з 1937 року — Орловської області. З 1944 року в Брянській області.

## Населення
За переписом 2002 року чисельність населення села становило 507 осіб. За переписом 2010 року в Новому Ропську проживало 447 осіб.

## Пам'ятки
- Дерев'яна церква святого Миколи Чудотворця 1761 року[14]. Пам'ятка українського церковного будівництва XVIII століття[14]. У середині XIX року перебудована, добудовано дзвіницю та бічні приділи[14]. На початку XXI століття здійснено нову реконструкцію храму, розібрано стару та наново зведено дзвіницю[14].